# Освоєння свердловин
Освоєння свердловин (рос. освоение скважин; англ. well completion; нім. Inproduktionssetzen n, Erschliessung f der Sonden) — комплекс робіт з виклику припливу пластового флюїду із продуктивних пластів на поверхню з метою досягнення проектної продуктивності свердловини. Освоєння свердловин проводиться після розкриття пласта і проведення робіт, що пов'язані з монтажем наземного і свердловинного обладнання.
Освоєння свердловини — комплекс технологічних та організаційних заходів, спрямованих на переведення непрацюючої свердловини з тієї чи іншої причини, в розряд діючих. Основною метою виклику припливу та освоєння є зниження протитиску на вибої свердловини, заповненої спеціальною рідиною глушіння, та штучне відновлення або покращення фільтраційних характеристик привибійної зони для отримання відповідного дебіту або приймальності.

## Загальний опис
Залежно від характеристики нафтоносного пласта процес освоєння свердловини може включати в себе комплекс різних технологічних операцій: заміну промивальної рідини, що знаходиться в обсадній колоні, більш легкою (водою, нафтою), чи аерованою рідиною; видалення частини промивальної рідини з обсадної колони.
При застосуанні будь-якого з методів освоєння добиваються такого положення, щоб тиск стовпа промивальної рідини, що знахо-диться у свердловині, став меншим від тиску в нафтоносному пласті. Унаслідок такого перепаду тиску, нафта із пласта починає надходити у свердловину, й останню здають в експлуатацію.
Освоєння свердловини, обсадженої експлуатаційною колоною, включає в себе такі роботи: встановлення надземного обладнання, перфорацію, виклик припливу, очищення продуктивного пласта та стимулювання припливу, проведення досліджень з метою визначення кількісної і якісної характеристик пласта і флюїдів, що в ньому.
Ці роботи забезпечують: створення гідродинамічного зв'язку пласта зі свердловиною; приплив нафти чи газу за величиною, близькою до потенційної; збереження цілісності скелету пласта в при вибійній зоні; запобігання прориву пластової води (нижньої або верхньої) і газу з газової шапки, перетоку рідини між пластами; збереження цілісності експлуатаційної колони; попередження неконтрольованих фонтанних проявів; збереження, відновлення або підвищення проникності при вибійної зони свердловини; охорону надр та навколишнього середовища і виконання правил техніки безпеки .
Освоєння свердловини проводиться після випробування експлуатаційної колони на герметичність у відповідності з нормативними документами, виходячи з умов проведення запланованих технологічних процесів при освоєнні, експлуатації і ремонті свердловин.

Зміна вибійного тиску в часі
а – метод полегшення стовпа рідини; б – метод зниження рівня; в – метод «миттєвої» депресії

## Методи освоєння свердловини та виклику рідини та газу з пласта в свердловину
Методи освоєння свердловини та виклику рідини та газу з пласта в свердловину, які застосовують у промисловій практиці, базуються на трьох способах зниження протитиску на пласт: зменшення густини рідини, яка заповнює свердловину, рівня рідини в свердловині, вибійного тиску після попередньої дії на продуктивні пласти.
Приплив рідини з пласта починається тоді, коли тиск стовпа рідини в свердловині стає меншим від пластового тиску, тобто при створенні депресії пласта. Відомо близько двадцяти технологічних процесів виклику припливу з пласта. 
Методи виклику припливу і освоєння свердловин можна класифікувати наступним чином:
I. Метод полегшення стовпа рідини у свердловині (рідини глушіння).
ІІ. Метод зниження рівня.
ІІІ. Метод «миттєвої» депресії.
- I. Метод полегшення стовпа рідини у свердловині (рис. 1, а): реалізується різними способами, але найбільшого поширення набули промивання.
- ІІ. Метод зниження рівня (рис. 1, б).

Особливістю даного методу є відсутність першої фази, що надає йому перевагу, завдяки меншому «забрудненню» ПЗС у період виклику припливу.
- ІІІ. Метод «миттєвої» депресії (рис. 1, в).

Особливістю даного методу є короткочасність 2-ої фази (t1 t2).
Способи виклику припливу та освоєння
До першого методу (полегшення стовпа рідини у свердловині) належать:
1. Промивання (пряме, зворотне, комбіноване), які здійснюються різними рідинами.
2. Закачування газоподібного агента (газліфт).
3. Закачування пінних систем
До другого методу (зниження рівня) належать:
1. Тартання желонкою.
2. Свабування.
3. Зниження рівня глибинним насосом. Цей метод широко застосовується тоді коли передбачається експлуатація свердловини глибинним насосом.
До третього методу («миттєвої» депресії) належать:
1. Спосіб падаючого корка.
2. Протискання рідини глушіння в пласт.

### Виклик припливу шляхом заміщення рідини в експлуатаційній колоні з більшою густиною на рідину з меншою густиною
Див. Метод полегшення стовпа рідини глушіння у свердловині
Для цього спускають НКТ у свердловину до рівня перфораційних отворів. У затрубний простір подають рідину меншої густини насосним агрегатом, витісняючи в колону НКТ розчин більшої густини. Після того як рідина з меншою густиною доходить до вибою і потрапляє в НКТ, починає знижуватись вибійний тиск. Коли значення тиску на вибої стає меншим від пластового тиску, тобто створюється депресія на пласт, стає можливим приплив рідини з продуктивного горизонту. Якщо продуктивний горизонт утворений тріщинуватими породами, то заміщення рідин у свердловині проводять у декілька етапів, причому густина рідини заміщення на кожному наступному етапі є меншою, ніж на попередньому.

### Витіснення рідини зі свердловини стиснутим газом або повітрям
Суть методу полягає у нагнітанні стиснутого газу або повітря у кільцевий простір свердловини між колонами НКТ та обсадною. Рідина, яка заповнює свердловину, витісняється через НКТ на поверхню. Коли рівень у затрубному просторі буде доведений до підошви труб, газ (повітря) потрапляє у колону НКТ і розгазовує рідину, густина суміші зменшується, тому рівень суміші буде безперервно підвищуватися. Досягнувши гирла свердловини суміш викидається з НКТ. Тиск у затрубному просторі, який підтримується на максимальному рівні під час піднімання суміші до гирла, при викиді різко знижується. При переливанні рідини і викиді суміші тиск на вибої падає і свердловина переходить на фонтанування при якомусь встановленому робочому тиску. Після цього компресор вимикають.
Для нагнітання газу (повітря) у свердловину застосовують пересувні компресори), які підключають до затрубного простору свердловини за допомогою насосно-компресорних труб або труб із швидкознімними з’єднаннями.

### Виклик припливу за допомогою повітряної подушки

Схема обв’язки техніки з гирлом свердловини
1 – компресор; 2 – насосний агрегат; 3 – маніфольд; 4 – кран;
5 – колонна головка; 6 – хрестовина; 7 – штуцер; 8 – засувка;
9, 10 – викидні лінії

Виклик припливу за допомогою повітряної подушки досягають шляхом зменшення рівня рідини в свердловині внаслідок використання енергії стиснутого повітря.
Згідно з цим методом колону НКТ спускають до верхніх отворів перфорації, а компресор і насосний агрегат обв'язують із затрубним простором за допомогою гирлового обладнання. У затрубний простір нагнітають компресором повітря, внаслідок чого утворюється повітряна подушка висотою H. Потім компресор відключають і за допомогою цементуючого агрегату напомповують у затрубний простір певний об'єм води (залежно від запланованої глибини зниження рівня). Воду напомповують з такою швидкістю, щоб бульбашки повітря не могли рухатись вгору і скупчуватись у затрубному просторі біля гирла свердловини. До моменту припинення нагнітання води її стовп над повітряною подушкою досягне висоти Hв. Сумарна висота стовпа рідини й стовпа стиснутого повітря повинна бути більша глибини зниження рівня в свердловині, необхідного для одержання припливу з продуктивного пласта. Після припинення подачі води затрубний простір на гирлі швидко з'єднують з атмосферою й рідина, що міститься над повітряною подушкою, під дією енергії стиснутого повітря викидається із свердловини.

### Виклик припливу з використанням пускових клапанів
Згідно з цим методом припливу в свердловині досягають шляхом зниження рівня рідини в трубах за рахунок її аерації та наступного викиду. Перед спуском у свердловину на колоні НКТ розміщують у попередньо розрахованих місцях спеціальні пускові клапани. Використовуючи компресорний агрегат, у затрубний простір нагнітають повітря й знижують рівень рідини. Якщо рівень рідини в затрубному просторі буде нижче рівня розміщення клапана на колоні НКТ, то при його відкритті повітря із затрубного простору надійде в колону й витіснить рідину, що знаходиться над клапаном.
У випадку застосування декількох пускових клапанів після першого викиду рідини отвір у першому клапані перекривають (наприклад, за допомогою канатної техніки), а рівень рідини в затрубному просторі знижують до рівня розміщення наступного клапана.
Кількість пускових клапанів залежить від значення депресії, яку необхідно отримати для виклику припливу пластової рідини.

### Спосіб падаючого корка
Спосіб падаючого корка — суть способу полягає в тому, що колона НКТ, що спускається в свердловину, в нижній частині закривається спеціальним корком з нафторозчинного матеріалу. Під дією власної ваги колона НКТ спускається у свердловину до глибини, яка визначається з рівності сил опорів і власної ваги колони. При необхідності збільшення глибини спуску колони НКТ, в неї заливається певна кількість води, яка утримується в НКТ за рахунок корка. Після спуску колони до розрахункової глибини, всередину НКТ кидають важкий предмет, який вибиває корок. Так-як стовп води в НКТ суттєво менший за стовп рідини глушіння у свердловині, після падіння корка в підошву НКТ виникає достатньо великий перепад тисків, під дією якого рідина глушіння із свердловини перетікає в НКТ, приводячи до швидкого зниження вибійного тиску і виклику припливу.

### Протискання рідини глушіння в пласт
Протискання рідини глушіння в пласт — коли вся або більша частина рідини глушіння протискається в пласт за рахунок підключення компресора, тиск якого впливає на рівень рідини глушіння.
Коли розрахунковий об'єм рідини глушіння поглинутий пластом, компресор відключають і тиск в газонаповненій частині свердловини різко знижується (стравлювання тиску газу в атмосферу). При цьому суттєво знижується і вибійний тиск, викликаючи надходження флюїдів із пласта в свердловину.

## Освоєння свердловин із застосуванням струменевих апаратів
Освоєння свердловин із застосуванням струменевих апаратів, (рос. освоение скважин с применением струйных аппаратов; англ. ejector well completion; нім. Erschliessung f der Sonden mit Hilfe von Strahlvorrichtungen) — технологія освоєння свердловин, коли з метою викликання припливу, оцінки фільтраційних властивостей порід, очищення привибійних зон пласта та відновлення фільтраційних властивостей використовуються струменеві апарати (пристрої) стаціонарного або вставного типу (ПОС та ПЕОС і ПГДП), в основу роботи яких покладено принцип дії ежектора. За допомогою цього обладнання частково або повністю можна виконувати операції: миттєве зменшення тиску над пластом, забезпечення припливу на вибій свердловини пластового флюїду, миттєве відновлення тиску над пластом до гідростатичного, багаторазове повторення цих операцій, фіксування в зоні пласта процесу відновлення тиску (КВТ — кривих відновлення тиску) та одержання даних ∆pі — ∆Qі для побудови індикаторних кривих (∆p — депресія на пласт, ∆Q — приплив рідини з пласта за фіксований час) і встановлення режиму експлуатації свердловин. Під терміном «миттєве зменшення тиску і його відновлення» мається на увазі проміжок часу від 10 до 120 с залежно від глибини та ряду інших факторів. Отримання КВТ до і після операцій очищення привибійної зони дає змогу оцінювати зміну фільтраційних властивостей породи і в разі необхідності планувати ті чи інші методи штучного діяння на привибійну зону пласта. Створення ступінчастих депресій з фіксуванням їх величин та кількості рідини, що приплила з пласта, дає змогу побудувати індикаторну криву. Миттєве зменшення тиску над пластом і його відновлення призводять до виникнення високих швидкостей фільтрації з боку пласта до свердловини і навпаки. Зміна напрямку фільтрації активізує процес руйнування зони кольматації та винесення кольматантів у свердловину.

## Освоєння свердловин шляхом створення піни у свердловині
Освоєння свердловин шляхом створення піни у свердловині, (рос. освоение скважин путем создания пены в скважине; англ. foam well completion; нім. Erschliessung f der Sonden mit Hilfe von Schaumbildung im Bohrloch) — технологія освоєння свердловин, яка передбачає створення піни безпосередньо у свердловині. Коли пластовий тиск нижчий гідростатичного, то викликання припливу рідини і газу з пласта навіть шляхом зниження їх рівня з допомогою компресора або газу високого тиску не дає бажаного результату, оскільки при цьому вся свердловинна рідина може поглинутися пластом. Для освоєння насосно-компресорні труби (НКТ) піднімають дещо вище статичного рівня і в них занурюють твердий піноутворювач — поверхнево-активну речовину (ПАР) у вигляді стрижнів з розрахунку отримання на вибої 2-3 % концентрації водного розчину піноутворювача. Через 8-10 год, які необхідні для розчинення піноутворювача, починають запомповувати повітря (газ) одночасно в НКТ і затрубний простір. Об'єм повітря визначають виходячи зі співвідношення його об'єму до об'єму рідини 1:2 в пластових умовах. Якщо неможливо запомпувати у свердловину і протиснути в пласт спінену рідину, то можна використати скраплений азот. Для цього використовують автомобільне газифікаційне устатковання АГУ-8К, яке складається з резервуара скрапленого азоту місткістю 5,6 м3, насоса і випаровувача. Продуктивність устатковання за скрапленим (рідинним) азотом — близько 500 л/год, за газоподібним — близько 5-6 м3/хв при максимальному тиску 22 МПа. Одне устатковання може виробляти 3500 м3 газоподібного азоту (за нормальних умов). Після протискування піни в пласт свердловина залишається на 4 — 5 год під тиском. Потім освоєння продовжується шляхом запомповування двофазної піни в НКТ або затрубний простір (витрата рідини 2 — 3 л/с, ступінь аерації 150—200). У цьому випадку піну можна створювати і на вибої свердловини. Якщо приплив із пласта відсутній і після застосування піни, то необхідно проводити очищення привибійної зони іншими методами.

## Освоєння газових свердловин
Після розкриття продуктивного пласта одним із зазначених методів наступною стадією підготовки свердловини до експлуатації є її освоєння: виклик припливу газу або пластової рідини з пласта, очищення вибійній зони і забезпечення умов, при яких продуктивний пласт починає віддавати газ у необхідному об'ємі. Процес освоєння свердловини закінчується проведенням повного комплексу досліджень, у тому числі досліджень з оцінки дебітів і фільтраційних властивостей кожного працюючого інтервалу пласта й усієї продуктивної характеристики свердловини.
Збудження свердловини полягає в зниженні тиску, створюваного стовпом рідини (промивальна рідина або вода), на вибої до тиску меншого за пластовий.
Зниження тиску на вибої при освоєнні свердловини досягається шляхом:
‒ заміни промивальної рідини на воду; якщо пласт не збуджується, воду змінюють на більш легкий розчин, наприклад, нафту, або в свердловину нагнітають воду і повітря (або газ);
‒ зниженням рівня рідини в свердловині.
Приплив газу у свердловину почнеться в той момент, коли гідростатичний тиск стовпа рідини в стовбурі стане меншим пластового. Цей тиск можна знизити заміною рідини в колоні іншою рідиною з меншою густиною (наприклад, промивальну рідину можна послідовно замінювати водою, потім нафтою чи газорідинною сумішшю) або зниженням висоти стовпа рідини в свердловині шляхом її відбору. На практиці в різних умовах застосовують обидва способи.
У багатьох випадках застосовують компресорний спосіб виклику припливу газу. При цьому способі в затрубний простір за допомогою мобільних компресорів закачують повітря або газ, який витісняє рідину.
Свердловини можна освоювати методом «розгойдування». При цьому методі спочатку створюється тиск газу або повітря в затрубному просторі, внаслідок чого частина рідини із свердловини через фонтанні труби буде викинута на поверхню. Після припинення витікання рідини із фонтанних труб затрубний простір різко з'єднують з атмосферою. Потім напірну лінію від компресора або газопроводу приєднують до фонтанних труб, знову створюючи тиск. У результаті декількох таких «розгойдувань» тиск стовпа рідини на вибій свердловини стане меншим пластового і свердловина почне фонтанувати.
Для освоєння свердловин також використовують газ, який підводиться по газопроводу від працюючої свердловини.
Перед освоєнням свердловину ретельно промивають до нижньої позначки вибою для видалення осаду промивальної рідини в нижній частині фільтра, так як у іншому випадку після освоєння свердловини буде експлуатуватися лише верхня частина розкритого інтервалу продуктивного пласта.
Якщо в рідині міститься значна кількість твердих домішок, у процесі освоєння свердловин недопустима їх зупинка до повного видалення цих домішок і переходу на фонтанування чистим газом. У іншому випадку у стовбурі може утворитися пробка, а також не виключений прихоплення фонтанних труб. Наприклад, у процесі освоєння свердловини № 42 Шебелинського родовища виносилася велика кількість промивальної рідини. Не дочекавшись продувки свердловини до отримання чистого газу, її освоєння було зупинено, внаслідок чого утворилася пробка, на ліквідацію якої було витрачено декілька місяців.
Після збудження свердловини і очищення вибою й привибійної зони від промивальної рідини та інших домішок свердловину продувають з випуском газу на факел. Час цього процесу триває від декількох годин до декількох діб і залежить від кількості винесених домішок і їх характеру. Для свердловин, у яких можливий інтенсивний винос породи, тривалість процесу при високих депресіях повинна бути мінімальною. Дебіт газу при продуванні залежить від характеристики пласта і стану наземного обладнання.
Для очищення привибійної зони більш ефективне періодичне продування до отримання чистого газу без домішок. У деяких випадках (при небезпечному руйнуванні привибійної зони) продування здійснюють через штуцери, збільшуючи послідовно їх діаметр.
Як правило з часом дебіт газу і тиск на гирлі свердловини при продуванні і незмінному діаметрі штуцера збільшуються в міру очищення привибійної зони. Зменшення дебіту й тисків на гирлі свідчить про засмічення вибою. У цьому випадку слід негайно припинити продування. Кількість домішок, що виносяться з пласта, й характер їх зміни в часі визначають за допомогою сепараційних пересувних установок, які встановлюють після попереднього нетривалого продування. Корисно також періодично перевіряти стан вибою, вимірюючи його глибину спеціальною желонкою.
На завершальній стадії розробки родовищ, коли пластовий тиск значно нижчий гідростатичного, ефективність цього процесу знижується. Крім того, під час продування втрачається багато газу. Тому цей спосіб, як регулярний засіб боротьби зі скупченням домішок, застосовувати не бажано. На цій стадії розробки для видалення рідини із вибою свердловини застосовують плунжерний ліфт і поверхнево-активні речовини (ПАР) типу ОП-5, ОП-7 та інші.

## Особливості освоєння нагнітальних свердловин, пробурених в нафтонасиченій частині покладу
Категорія таких свердловин досить різноманітна і визначається системою розміщення свердловин на покладі (рядна чи площова) та прийнятою системою заводнення. При одній із систем внутрішньоконтурного заводнення бурять ряд свердловин для нагнітання води. Протягом деякого часу всі свердловини, пробурені в нафтонасиченій частині, експлуатуються як видобувні з максимально можливим дебітом, щоб знизити пластовий тиск поблизу них для зниження тиску нагнітання води, коли свердловини переведуть у розряд нагнітальних. Після цього періоду експлуатації, свердловини внутрішньоконтурного ряду через одну освоюють під нагнітання; одна свердловина ряду працює як нагнітальна, а сусідня – як видобувна з максимально можливим дебітом. Таким чином внутрішньоконтурний ряд представлений чергуванням нагнітальних і видобувних свердловин. Всі видобувні свердловини нагнітального ряду працюють до появи в них води, що нагнітається в сусідні нагнітальні свердловини. При цьому передбачається, що після освоєння видобувних свердловин цього ряду під нагнітання води, в нафтонасиченій частині покладу формується лінійний фронт води, що нагнітається, яка переміщується в напрямку рядів видобувних свердловин і заміщує відібрану з покладу нафту.
Всі свердловини, що освоюються під нагнітання, умовно можна розділити на дві групи:
1) такі що легко і швидко освоюються;
2) такі що важко і довго освоюються.
До першої групи належать свердловини, які відкрили добре проникні міцно зцементовані колектори великої товщини. При освоєнні промиванням з допустимою кількістю зважених часток 3 – 5 мг/л такі свердловини мають високі питомі коефіцієнти приймальності і при допустимих вибійних тисках характеризуються високики стійкими витратами води. Вони, як правило, не вимагають спеціальних методів підвищення комплексних характеристик привибійної зони.
До другої групи належать свердловини, які відкрили колектори зниженої проникності, часто з низькою стійкістю і невеликої товщини. Успішне освоєння таких свердловин можливе лише при використанні методів штучного підвищення комплексних характеристик ПЗС. Але, навіть при цьому, питомі коефіцієнти приймальності в них невисокі, а з часом приймальність знижується. Закачування води в такі свердловини пов'язане з її ретельною підготовкою і з особливими вимогами до вмісту зважених частинок.
Зазвичай освоєння нагнітальних свердловин ведеться багатьма з описаних способів, але жорстко контрольованим параметром залишається кількість зважених частинок.